# Nassim Nicholas Taleb
Nassim Nicholas Taleb (en arabe : نسيم نكولاطالب), né en 1960 à Amioun au Liban, est un écrivain, statisticien et essayiste spécialisé en épistémologie des probabilités et un praticien en mathématiques financières libano-américain. Il est actuellement professeur d'ingénierie du risque à l'Institut polytechnique de l'université de New York,,.
Proche du mathématicien Benoît Mandelbrot et du psychologue Daniel Kahneman (prix Nobel d'économie 2002), Nassim Nicholas Taleb (dit « NNT ») est surnommé « le dissident de Wall Street » sur les marchés financiers internationaux. Spécialisé dans l'évaluation des risques d’événements rares et imprévus, il a été trader pendant 20 ans à New York et à Londres avant de devenir professeur.
Il est l’auteur de la théorie du cygne noir liée au domaine statistique et à la prise de décision sous incertitude.

## Biographie
Nassim Nicholas Taleb naît dans une famille libanaise de confession grecque orthodoxe, et qui a perdu sa prééminence politique à la suite de la guerre du Liban de 1975, la poussant à l'exil.
Son père, le Dr Najib Taleb, est oncologue et anthropologue.
Son grand-père et son arrière-grand-père maternels ont tous deux été ministres au Liban.
Son grand-père paternel fut juge de la cour constitutionnelle du Liban.
Taleb suit sa scolarité à Beyrouth au Grand Lycée franco-libanais de la Mission laïque française avant d'étudier la philosophie et les mathématiques pour approfondir sa connaissance des lois du hasard.
Il possède une maîtrise en administration des affaires de la Wharton School of Business de l'université de Pennsylvanie (1983), et un doctorat en sciences de gestion de l'université Paris-Dauphine (1998). Sa thèse est intitulée Réplication d'options et structure de marché.
Dans les années 1980 et 1990, il travaille en tant que trader de produits dérivés successivement pour BNP Paribas, UBS, Credit-Suisse First Boston, Bankers Trust, CIBC et la Banque Indosuez.
Il a créé et vendu la société Empirica LLC (du nom du philosophe Sextus Empiricus) consacrée aux opérations de marchés financiers (trading) et laboratoire de recherche sur le risque. Dans son activité d'opérateur de marché d'options, Taleb dit avoir une approche non mathématique du risque et de l'incertain et dit n'avoir aucune confiance dans les modèles financiers utilisés par les universitaires.
Son premier succès de librairie est Le Hasard sauvage en 2001, un livre traduit en 44 langues, et les théories qu'il y développe sont reprises par les stratèges du département de la Défense des États-Unis. Taleb parcourt le monde pour faire des exposés à des hommes d'affaires, et sa rémunération peut aller jusqu'à 60 000 dollars par conférence.
Il est pour beaucoup dans la notoriété du fonds spéculatif Universa Investments, dont il est le conseiller scientifique. Le 23 août 2015, lors du krach chinois, Universa fait un gain de 20 %, soit 1 milliard de dollars,. Les livres qu'il publie sont des best-sellers qu'il vend à plus de 3 millions d'exemplaires aux États-unis. Il crée souvent la polémique, étant assez provocateur : il assimile par exemple la plupart des traders à des « nigauds chanceux », estimant que les algorithmes qu'ils utilisent ne tiennent pas compte des événements rares aux effets désastreux.
Polyglotte, il maîtrise le français, l'anglais et l'arabe classique. Il parle l'italien et l'espagnol. Il lit les textes classiques en grec, latin, araméen, hébreu ancien et en écriture canaanite.

## Travaux

### Scepticisme, rationalité, émotion
Nassim Nicholas Taleb pense qu'il est avant tout un épistémologue de l'aléatoire et a écrit plusieurs livres devenus des succès mondiaux sur le risque et l'incertitude. Ses écrits concernent la philosophie, les mathématiques (en particulier les probabilités), la littérature et les sciences cognitives.
Il dit être un sceptique empirique. Il croit que les humains, qu'ils soient scientifiques, économistes, historiens, financiers etc. surestiment la valeur des explications rationnelles faites a posteriori des événements passés et sous-estiment l'importance majeure de l'inexplicable, de l'aléatoire dans les données issues du passé. Dans la lignée des philosophes sceptiques comme Sextus Empiricus, Al-Ghazali, Pierre Bayle, Montaigne, David Hume, Karl Popper il pense que le passé ne peut servir naïvement à prédire le futur.
Nassim Nicholas Taleb insiste sur le fait que l'évitement des risques n'est pas un acte rationnel mais intuitif, basé sur l'émotion. Dans son livre intitulé Le Hasard sauvage il en déduit : « cela signifie que la pensée rationnelle sert très peu à éviter les risques. Elle semble essentiellement servir à rationaliser nos actes en leur injectant un peu de logique. »
Mandelbrot avait déjà mentionné cette caractéristique dès 1973 dans son article fondateur Formes nouvelles du hasard dans les sciences, mais avait par la suite été largement mobilisé par les applications des fractales à la synthèse graphique.

### Mediocristan et Extremistan
Dans son essai Le Cygne noir, Nassim Nicholas Taleb distingue deux « mondes » régis par des statistiques différentes : le « mediocristan » et l'« extremistan ».
Dans le premier monde, la « moyenne » [litt. « médiocre »] joue un rôle essentiel et un seul individu a peu d'impact sur la masse. Exemple : les statistiques liées au poids, à l'âge, à la taille. Même le plus grand individu du monde ne suffit pas à faire varier la moyenne globale. Il l'influence peu.
En revanche, dans le deuxième monde, l'« extrême » joue un rôle essentiel et un individu a un fort impact sur la masse. Exemple : l'argent. Même en additionnant la richesse de toute une population, cette somme sera toujours perçue comme inférieure ou dérisoire en comparaison de la fortune d'une personnalité comme, par exemple, Bill Gates.
Le référentiel est changé. Dans un monde médiocre, les extrêmes sont les erreurs. Dans un monde extrême, la masse est vue comme une erreur, une miette de l’extrême.
Concrètement, quel impact sur notre vision du monde ? Même si l’événement a peu de chance de se produire, son impact sera tel qu'il changera durablement le monde.

### Loi gaussienne et de Mandelbrot
Nassim Taleb remet en cause le modèle gaussien car il tend à sous-estimer la probabilité d'apparition d’événements à fort impact. Il prône plutôt des modèles reposant sur la loi de Mandelbrot ou la distribution de Pareto. Mais il insiste sur le fait que les probabilités des événements rares ne sont pas calculables quelle que soit la distribution, alors que leurs conséquences peuvent avoir une portée considérable.

### Antifragilité
Dans plusieurs articles scientifiques et dans son livre Antifragile : les bienfaits du désordre (2013), Nassim Taleb décrit son concept d'antifragilité, qu'il distingue de la simple robustesse (capacité de résistance) ou de la résilience (capacité de revenir à son état initial) aux perturbations.

## Opinions et positions
Il se montre très critique de certains économistes et de leurs discours. Avec Espen Haug, il publie un article dans un journal d'economie (Haug et Taleb, 2011) expliquant que le modèle Black-Scholes n'a jamais été utilisé par les traders. Dans un article avec Benoît Mandelbrot, il critique la théorie moderne du portefeuille et estime que Merton Miller, William F. Sharpe et Harry Markowitz n'auraient pas dû remporter le Prix Nobel pour leurs travaux,. Il attaque directement le Nobel d'économie Richard Thaler et affirme que l'économie comportementale est un « dangereux verbalisme ». Il est aussi un critique acerbe des économistes keynésiens Paul Krugman et Joseph Stiglitz, tous les deux également récipiendaires du Prix Nobel,.
Il considère que le QI, et plus généralement le champ de la psychologie, sont une « escroquerie pseudoscientifique ». Il critique vivement les travaux de Charles Murray.
Avec le mathématicien Raphaël Douady, Taleb a aussi critiqué les travaux de Thomas Piketty, montrant un problème d'estimateurs[Quoi ?]. Il a également critiqué les travaux de Steven Pinker avec le statisticien Pasquale Cirillo en montrant qu'il s'était trompé dans sa théorie de la violence dans une revue statistique (Physica A) ainsi que dans un rapport publié par la commission Nobel.
Sur l'immigration, Taleb estime que : « L'Europe n'a — comparativement — pas un problème d'immigration, mais l'Europe a un problème avec ses groupes minoritaires. Certains groupes imposent leurs lois à la majorité. Si une minorité est intolérante, elle impose sa loi à la majorité, ce qui cause des disruptions. L'Europe n'a pas tellement un problème numérique mais un problème avec ces règles minoritaires. Certaines minorités veulent imposer leurs lois alimentaires et éthiques à la majorité, c'est cela le problème de l'Europe à mon sens. » Il ajoute que : « Le monde a besoin d'immigrés mais il n'a pas besoin de ces gens qui pensent que c'est leur droit. Tout doit se passer comme un échange moral. "Vous me donnez, je vous donne". C'est une obligation morale de se comporter d'une certaine façon avec mon pays d'accueil. ».
Il affirme que la prise de risque des entrepreneurs constitue une « folie individuelle », ces derniers agissant contre leur propre intérêt, mais qu'elle permet à la société de fonctionner et est donc rationnelle au niveau collectif. À l'inverse, une société basée uniquement sur une rationalité individuelle poussant au calcul égoïste, où par exemple tout le monde chercherait un emploi et un revenu stables comme fonctionnaire, peut devenir irrationnelle au niveau collectif.
Après s'être montré optimiste quant à Bitcoin, Nassim Nicholas Taleb a publié de nombreuses critiques à son sujet, lui refusant le statut même de monnaie. Dans une publication intitulée " Bitcoin, Currencies, and Fragility ", Taleb affirme que le bitcoin “ne vaut rien” et "que peu d'actifs dans l'histoire financière ont été plus fragiles que le bitcoin". 
Il se définit comme libertarien localiste.

## Critiques
Le psychologue et économiste Daniel Kahneman a proposé en 2008 d'ajouter le nom de Taleb à ceux des plus grands penseurs du monde, déclarant que « Taleb a changé la façon dont beaucoup de gens pensent au sujet de l'incertitude, particulièrement dans les marchés financiers. Son livre, Le Cygne noir, est une analyse originale et audacieuse de la façon dont les humains essaient de donner un sens à des événements inattendus ».
Selon le statisticien Aaron Brown (The American Statistician, 2007), Taleb a raison à 80 % et tort à 20 %, mais ces 20 % le conduisent à des « exagérations flagrantes » sur des questions qui vont au cœur de la pratique statistique.
Le statisticien Robert Lund qualifie en 2007 le livre de Taleb Le Cygne noir de « controversé ». Pour lui, l'ouvrage est téméraire quant à la statistique, mais il en recommande la lecture.
Selon New Statesman (mars 2018), Taleb est un vrai intellectuel, au sens où il est expert dans un domaine étroit, mais il a le tort de penser que ses points de vue sur des sujets très divers peuvent être également intéressants. Pour ce journal, « ses idées authentiquement perspicaces et ses crachats réactionnaires sont collés ensemble par un style divertissant, un mépris libertaire pour les élites politiques et une sprezzatura anti-intellectuelle générale, ce qui lui vaut un large public de disciples qui traitent ses livres comme la clé de toutes les mythologies ».
Après le 7 octobre 2023, Taleb prend fréquemment la défense des Palestiniens, affirmant qu'ils ont plus de liens « génétiques » avec la terre d'Israël, cherchant à justifier la révolte palestinienne face aux oppressions de l'Etat hébreu . Des positions critiquées par les partisans du sionisme. 

## Publications

### Essais philosophiques en anglais
- (en) Nassim Nicholas Taleb, Fooled by Randomness : The Hidden Role of Chance in Life and in the Markets, New York, Random House, 2001/2005, 316 p. (ISBN 978-0-8129-7521-5 et 0-8129-7521-9)
- (en) Nassim Nicholas Taleb, The Black Swan : The Impact of the highly improbable, New York, Random House, 2007 (ISBN 978-1-4000-6351-2)
- (en) Nassim Nicholas Taleb, The Bed of Procrustes : Philosophical and Practical Aphorisms, New York, Random House, 2010, 112 p. (ISBN 978-1-4000-6997-2)
- (en) Nassim Nicholas Taleb, Antifragile : Things That Gain from Disorder, New York, Random House, 2012, 519 p. (ISBN 978-1-4000-6782-4)
- (en) Nassim Nicholas Taleb, Skin in the Game : Hidden Asymmetries in Daily Life, New York, Random House, 2018, 304 p. (ISBN 978-0-425-28462-9)

### Essais philosophiques traduits en français
- Le Hasard sauvage : Comment la chance nous trompe [« Fooled by Randomness: The Hidden Role of Chance in Life and in the Markets »], Les Belles Lettres, 2009, 371 p. (ISBN 978-2-251-44371-3)
- Force et fragilité : Réflexions philosophiques et empiriques [« The Bed of Procrustes: Philosophical and Practical Aphorisms »], Les Belles Lettres, 2010, 141 p. (ISBN 978-2-251-44394-2)
- Le Cygne noir : La puissance de l'imprévisible [« The Black Swan: The Impact of the highly improbable »]  (trad. de l'anglais), Paris, Les Belles Lettres, 2010, 496 p. (ISBN 978-2-251-44395-9)
- Antifragile : Les bienfaits du désordre [« Antifragile: Things That Gain from Disorder »], Les Belles Lettres, 2013, 660 p. (ISBN 978-2-251-44476-5)
- Jouer sa peau : Asymétries cachées dans la vie quotidienne [« Skin in the Game: Hidden Asymmetries in Daily Life »], Les Belles Lettres, 2017, 384 p. (ISBN 978-2-251-44759-9)

### Publications techniques ou académiques
- N. N. Taleb, « Election predictions as martingales: an arbitrage approach », Quantitative Finance, vol. 452, no 1,‎ 5 décembre 2017, p. 1–5 (DOI 10.1080/14697688.2017.1395230)
- P. Cirillo et N. N. Taleb, « On the tail risk of violent conflict and its underestimation », Physica A: Statistical Mechanics and its Applications, vol. 452,‎ 2016, p. 29–45 (DOI 10.1016/j.physa.2016.01.050, Bibcode 2016PhyA..452...29C)
- N. N. Taleb et R. Douady, « On the Super-Additivity and Estimation Biases of Quantile Contributions », Physica A: Statistical Mechanics and its Applications, vol. 429,‎ 2015, p. 252–60 (DOI 10.1016/j.physa.2015.02.038, Bibcode 2015PhyA..429..252T)
- D. Geman, H. Geman et N. N. Taleb, « Tail Risk Constraints and Maximum Entropy », Entropy, vol. 17, no 6,‎ 2015, p. 1–14 (DOI 10.3390/e17063724, Bibcode 2015Entrp..17.3724G)
- N. N. Taleb, « Unique Option Pricing Measure with neither Dynamic Hedging nor Complete Markets », European Financial Management, vol. 21, no 2,‎ 2015, p. 228–35 (DOI 10.1111/eufm.12055)
- N. N. Taleb et R. Douady, « Mathematical definition, mapping, and detection of (anti)fragility », Quantitative Finance, vol. 13, no 11,‎ 2013, p. 1677–89 (DOI 10.1080/14697688.2013.800219)

- Probability and Risk in the Real World, Lecture Notes (2013)
- “Electronic Book: Technical Companion to the Works on Uncertainty" (2012)
- (en) Dynamic Hedging : Managing Vanilla and Exotic Options, New York, John Wiley & Sons, 1997, 528 p. (ISBN 0-471-15280-3, lire en ligne)
- "Bleed or Blowup: What Does Empirical Psychology Tell Us About the Preference For Negative Skewness?", Journal of Behavioral Finance, 5 (2004)
- “These Extreme Exceptions of Commodity Derivatives.” in Helyette German, Commodities and Commodity Derivatives. New York: Wiley. (2004)
- “Roots of Unfairness.” Literary Research/Recherche littéraire. 21(41–42): 241–254. (2004)[34]
- “On Skewness in Investment Choices.” Greenwich Rountable Quarterly 2. (2004)
- "Fat Tails, Asymmetric Knowledge, and Decision making: Essay in Honor of Benoit Mandelbrot's 80th Birthday." Technical paper series, Willmott (March 2005): 56–59.
- "The Illusion of Dynamic Replication", Quantitative Finance, vol. 5, 4, (2006) with Derman, E..
- "Homo Ludens and homo Economicus." Foreword to Aaron Brown's The Poker Face of Wall Street. New York: Wiley.
- "We Don't Quite Know What We Are Talking About When We Talk About Volatility", Journal of Portfolio Management, (Summer 2007). with Goldstein, D. G.
- "Black Swan and Domains of Statistics", The American Statistician, (August 2007), Vol. 61, No. 3
- "Epistemology and Risk Management", "Risk and Regulation", 13, (Summer 2007) with Pilpel, A.
- "Infinite Variance and the Problems of Practice", Complexity, 14(2). (2008)
- Errors, Robustness, and the Fourth Quadrant, International Journal of Forecasting
- "Why We Have Never Used the Black-Scholes-Merton Option Pricing Formula", Wilmott (2008) with Haug, E. G. (no)
- "The Six Mistakes Executives Make in Risk Management", Harvard Business Review , (October 2009). with Golstein, D. G., and Spitznagel, M.,
- "Too Big to Fail and the Fallacy of Large Institutions" with Tapiero, C.
- "Decision making and planning under low levels of predictability", International Journal of Forecasting (2009) with Makridakis, S.
- "Random Jump, not Random Walk". In Francis Diebold and Richard Herring (Eds.), The Known, the Unknown, and the Unknowable, Princeton University Press. with Mandelbrot, B.
- “The Prediction of Action”, in (eds. T. O' Connor & C. Sandis) A Companion to the Philosophy of Action (Wiley-Blackwell). (2010) with Pilpel, A.,
- "Common Errors in the Interpretation of the Ideas of The Black Swan and Associated Papers",Critical Review, Vol 21, No. 4 (2010)
- "The Risk Externalities of Too Big to Fail" Physica A (2010) with Tapiero, C.
- "Option traders use (very) sophisticated heuristics, never the Black–Scholes–Merton formula", Journal of Economic Behavior and Organizations, 77(2), (February 2011). with Haug, E. G.
- "Robustness and Model Error inside the Fourth Quadrant", (2010)
- "Why Did the Crisis of 2008 Happen?", New Political Economy (2011)
- "Statistical Undecidability", (2011). with Douady, R,
- "The Black Swan of Cairo",Foreign Affairs, 90, 3 (2012) with Blyth, M.
- "How to Avoid Another Crisis", SAIS Review of International Affairs with Martin, G.
- "The Illusion of Thin Tails Under Aggregation (A Reply to Jack Treynor)", Journal of Investment Management (2012) with Martin, G.
- "A Map and Simple Heuristic to Detect Fragility, Antifragility, and Model Error", Quantitative Finance (2012)
- "The Future Has Thicker Tails than the Past: Model Error as Branching Counterfactuals", Mandelbrot Memorial (2012)
- "The Problem is Beyond Psychology: The Real World is More Random than Regression Analyses", International Journal of Forecasting (2012) with Goldstein, D.
- "A New Heuristic Measure of Fragility and Tail Risks: Application to Stress Testing" (August 2012). IMF No. 12/216. with Canetti, Elie R.D., Kinda, Tidiane, Loukoianova, Elena and Schmieder, Christian[35],

### Autres
- Thierry Crouzet, « Conversation avec Taleb », 3 septembre 2007 (consulté le 18 octobre 2013)
- Philippe Riès, « L'auteur du « Cygne Noir » sur France Culture », Médiapart, 13 juillet 2013 (consulté le 18 octobre 2013)
- Alain Coetmeur, « Nassim Nicholas Taleb et la fusion froide », Peter Gluck, 6 septembre 2013 (consulté le 18 octobre 2013)